# Виттонвиль
Виттонви́ль (фр. Vittonville) — коммуна во французском департаменте Мёрт и Мозель, региона Лотарингия. Относится к  кантону Понт-а-Муссон.

## География
Виттонвиль расположен  в 32 км к северу от Нанси и 20 км к югу от Меца. Соседние коммуны: Арри на севере, Марьёль и Лорри-Мардиньи на северо-востоке, Буксьер-су-Фруамон на юго-востоке, Шампе-сюр-Мозель на юге, Вандьер на юго-западе, Прени и Паньи-сюр-Мозель на северо-западе. Это была пограничная с Германией деревня в период 1871—1914 годов.

## Демография
Население коммуны на 2010 год составляло 132 человека.
| 1962 | 1968 | 1975 | 1982 | 1990 | 1999 | 2010 |
| ---- | ---- | ---- | ---- | ---- | ---- | ---- |
| 81   | 75   | 110  | 87   | 100  | 111  | 132  |